# Mausoleum Ottensen

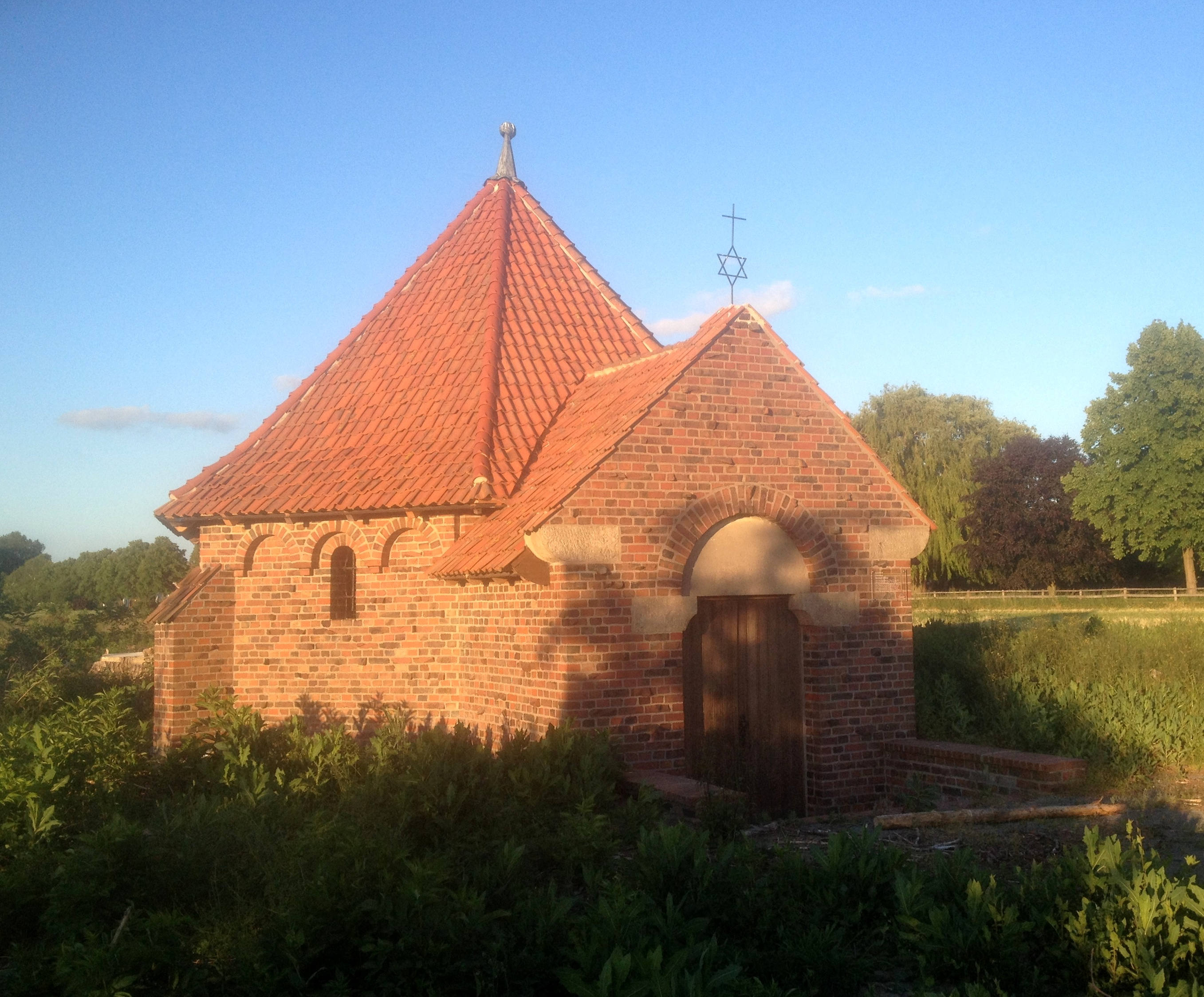
Mausoleum Ottensen

Das Mausoleum Ottensen ist ein privates Mausoleum im Ortsteil Ottensen der Gemeinde Lindhorst im niedersächsischen Landkreis Schaumburg.

## Geschichte
Das Mausoleum wurde 1952 von dem jüdischen Ziegeleibesitzer Oskar Philippsohn, einem Theresienstadt-Überlebenden, in der Nähe seines Wohnhauses für sich und seine Familie aus Ziegeln der eigenen Produktion erbaut. 1960 wurde hier seine evangelische Ehefrau Karoline Philippsohn geb. Wenthe, 1963 deren Bruder Wilhelm Wenthe beigesetzt. 1964 ging die Ziegelei, die Oskar Philippsohns Enkel übernommen hatte, in Konkurs. Neben anderem Besitz musste das Wohnhaus mit dem auf dem Grundstück gelegenen Mausoleum verkauft werden. Danach war keine Beisetzung in dem Gebäude mehr möglich. Der Erbauer, der 1966 starb, wurde in Hannover beerdigt.
In den folgenden Jahren verfiel das Mausoleum und wurde durch die umgebenden Bäume und Büsche überwuchert. 2009 beschloss der Rat der Gemeinde Lindhorst die Freilegung und Sanierung mit Hilfe von EU-Mitteln. Die Maßnahme ist inzwischen (Juni 2015) weitgehend durchgeführt. Die geplante Neubepflanzung des Geländes steht noch aus.

## Bauwerk
Das Mausoleum ist, vielleicht in Anlehnung an das Fürstenmausoleum Stadthagen, ein siebeneckiger Zentralbau. Es trägt ein Zeltdach. Die Formensprache ist neuromanisch. Vorgesetzt ist eine kleine Eingangshalle mit Satteldach. Über deren Giebel steht ein eiserner Davidstern, der ein Kreuz trägt, offenbar Symbol der interreligiösen Ehe der Philippsohns. Durch die Fenster ist ein Blick auf die Särge der beiden Beigesetzten möglich.